# José Luis Tancredi
José Luis Tancredi Malatez (Montevideo, Uruguay, 14 de febrero de 1983) conocido simplemente como El Gato Tancredi es un exfutbolista uruguayo. Jugaba como mediocampista, en su carrera se destacó jugando para Bella Vista, Millonarios y Cerro.

## Trayectoria
En 2004 ingresa al Club Atlético Bella Vista donde logró el campeonato de Segunda División en el 2005, y se consolidó como titular indiscutible. En el 2009 llegó al Cúcuta Deportivo, siendo dirigido por el entrenador mundialista Jorge Luis Pinto, pero su desempeño no fue el ideal y tuvo que regresar a su club de origen.
Sin embargo, en el primer semestre de 2010 jugó con el U.T.E. en la Serie B de Ecuador. Para el segundo semestre de 2010 jugó con el Deportes Quindío, donde tampoco tuvo mayor continuidad.
El 5 de enero de 2011 llega a Millonarios como el octavo refuerzo para la temporada 2011. Durante el primer semestre del año alterna en algunos partidos como titular, torneo en el que el equipo alcanza las semifinales hasta ser eliminado por La Equidad. Durante el segundo semestre, obtiene más tiempo en la titularidad de un equipo que mantenía la regularidad del torneo previo y que se encaminaba a las instancias definitivas de la competición de Categoría Primera A. Sin embargo, el 19 de noviembre de 2011 es lesionado de gravedad, sufriendo fractura de tibia y peroné derechos tras una entrada descalificadora por parte del jugador del América de Cali Andrés Cadavid. El jugador del América de Cali es sancionado con 8 fechas de suspensión y una sanción económica ascendente a los $600.000 (325 dólares). La rehabilitación del jugador lo marginó de la competición hasta las últimas fechas de la Liga Postobón I de 2012, sin mucha trascendencia y con el equipo eliminado.
Para el segundo torneo del año 2012, Tancredi, en un medio campo que compartió con Rafael Robayo, Yhonny Ramírez, Ganizita Ortiz, Elkin Blanco, hizo parte de una rotación que demostró solidez durante el semestre disputando la Copa Sudamérica y el Torneo Finalización; caracterizándose por ser una línea aplicada en marca, recuperación y generación de juego. Así fue como con su participación, el club Embajador logra clasificarse semifinalista en la Copa Sudamericana 2012 y campeón de liga en Colombia. En el torneo local, Tancredi anotó para el equipo albiazul en las victorias frente a Atlético Huila, La Equidad y Patriotas, demostrando con goles su participación en el frente ofensivo.
Para el segundo semestre del año 2013, Tancredi no es tenido en cuenta por el director técnico de Millonarios el profesor Hernan Torres.
A mediados de 2015 se va a Magallanes de la Primera B de Chile.
Para julio del 2016 a pedido de Julio Comesaña que lo había dirigido en el Patriotas Boyacá y recomendado por Ignacio Ithurralde quien fue su compañero en Millonarios el Racing Club de Montevideo lo contrata. 
En julio de 2017 llega al Club San José de Liga de Fútbol Profesional Boliviano. Juega la Copa Sudamericana 2018, donde se elimina en primera ronda.
En 2018 llega a Albion.
En 2019 vuelve a  Club Atlético Cerro.

El 7 de diciembre de 2023, después de que su equipo consiguiera la salvación en la última jornada, se confirma, en directo por la televisión, su retirada del fútbol profesional. El propio entrenador, Sergio Damián Santín, lo expresó en la entrevista post-partido.

## Clubes
| Club                    | País      | Año         |
| ----------------------- | --------- | ----------- |
| Bella Vista             | Uruguay   | 2004 - 2009 |
| Cúcuta Deportivo        | Colombia  | 2009        |
| Universidad Tecnológica | Ecuador   | 2010        |
| Deportes Quindío        | Colombia  | 2010        |
| Millonarios             | Colombia  | 2011 - 2013 |
| Patriotas Boyacá        | Colombia  | 2013        |
| Deportivo Táchira       | Venezuela | 2014        |
| Cerro                   | Uruguay   | 2015        |
| Magallanes              | Chile     | 2015 - 2016 |
| Racing                  | Uruguay   | 2016        |
| San José                | Bolivia   | 2017        |
| Cerro                   | Uruguay   | 2017        |
| San José                | Bolivia   | 2018        |
| Albion                  | Uruguay   | 2018        |
| Cerro                   | Uruguay   | 2019 - 2023 |

## Estadísticas
| Club                              | Div.                | Temporada           | Liga  | Liga  | Copa Nacional | Copa Nacional | Copa Internacional | Copa Internacional | Total | Total |
| Club                              | Div.                | Temporada           | Part. | Goles | Part.         | Goles         | Part.              | Goles              | Part. | Goles |
| --------------------------------- | ------------------- | ------------------- | ----- | ----- | ------------- | ------------- | ------------------ | ------------------ | ----- | ----- |
| Bella Vista · Uruguay             |                     |                     |       |       |               |               |                    |                    |       |       |
| 1.ª                               | 2004-09             | 123                 | 31    | -     | -             | -             | -                  | 123                | 31    |       |
| Total club                        | Total club          | 123                 | 31    | 0     | 0             | 0             | 0                  | 123                | 31    |       |
| Cúcuta Deportivo · Colombia       |                     |                     |       |       |               |               |                    |                    |       |       |
| 1.ª                               | 2009                | 10                  | 0     | 4     | 3             | -             | -                  | 14                 | 3     |       |
| Total club                        | Total club          | 10                  | 0     | 4     | 3             | 0             | 0                  | 14                 | 3     |       |
| Universidad Tecnológica · Ecuador |                     |                     |       |       |               |               |                    |                    |       |       |
| 2.ª                               | 2010                | 15                  | 3     | -     | -             | -             | -                  | 15                 | 3     |       |
| Total club                        | Total club          | 15                  | 3     | 0     | 0             | 0             | 0                  | 15                 | 3     |       |
| Deportes Quindío · Colombia       |                     |                     |       |       |               |               |                    |                    |       |       |
| 1.ª                               | 2010                | 6                   | 0     | 4     | 0             | -             | -                  | 10                 | 0     |       |
| Total club                        | Total club          | 6                   | 0     | 4     | 0             | 0             | 0                  | 10                 | 0     |       |
| Millonarios · Colombia            |                     |                     |       |       |               |               |                    |                    |       |       |
| 1.ª                               | 2011                | 28                  | 1     | 14    | 4             | -             | -                  | 42                 | 5     |       |
| 1.ª                               | 2012                | 14                  | 4     | 4     | 0             | 8             | 0                  | 26                 | 4     |       |
| 1.ª                               | 2013                | 10                  | 2     | 3     | 1             | 2             | 0                  | 15                 | 3     |       |
| Total club                        | Total club          | 52                  | 7     | 21    | 5             | 10            | 0                  | 83                 | 12    |       |
| Patriotas Boyacá · Colombia       |                     |                     |       |       |               |               |                    |                    |       |       |
| 1.ª                               | 2013                | 15                  | 3     | -     | -             | -             | -                  | 15                 | 3     |       |
| Total club                        | Total club          | 15                  | 3     | 0     | 0             | 0             | 0                  | 15                 | 3     |       |
| Deportivo Táchira · Venezuela     |                     |                     |       |       |               |               |                    |                    |       |       |
| 1.ª                               | 2014-I              | 16                  | 2     | 2     | 0             | -             | -                  | 18                 | 2     |       |
| 1.ª                               | 2014-II             | 14                  | 1     | 3     | 0             | -             | -                  | 17                 | 1     |       |
| Total club                        | Total club          | 30                  | 3     | 5     | 0             | 0             | 0                  | 35                 | 3     |       |
| Cerro · Uruguay                   |                     |                     |       |       |               |               |                    |                    |       |       |
| 1.ª                               | 2015                | 12                  | 1     | -     | -             | -             | -                  | 12                 | 1     |       |
| 1.ª                               | 2017                | 21                  | 2     | -     | -             | 2             | 0                  | 23                 | 2     |       |
| 1.ª                               | 2019                | 35                  | 5     | -     | -             | 4             | 1                  | 39                 | 6     |       |
| 1.ª                               | 2020                | 32                  | 9     | -     | -             | -             | -                  | 32                 | 9     |       |
| 2.ª                               | 2021                | 21                  | 1     | -     | -             | -             | -                  | 21                 | 1     |       |
| 2.ª                               | 2022                | 15                  | 2     | -     | -             | -             | -                  | 15                 | 2     |       |
| 1.ª                               | 2023                | 9                   | 0     | -     | -             | -             | -                  | 9                  | 0     |       |
| Total club                        | Total club          | 139                 | 20    | 0     | 0             | 6             | 1                  | 145                | 21    |       |
| Magallanes · Chile                |                     |                     |       |       |               |               |                    |                    |       |       |
| 2.ª                               | 2015-16             | 22                  | 4     | 4     | 0             | -             | -                  | 26                 | 4     |       |
| Total club                        | Total club          | 22                  | 4     | 4     | 0             | 0             | 0                  | 26                 | 4     |       |
| Racing · Uruguay                  |                     |                     |       |       |               |               |                    |                    |       |       |
| 1.ª                               | 2016                | 15                  | 2     | -     | -             | -             | -                  | 15                 | 2     |       |
| Total club                        | Total club          | 15                  | 2     | 0     | 0             | 0             | 0                  | 15                 | 2     |       |
| San José · Bolivia                |                     |                     |       |       |               |               |                    |                    |       |       |
| 1.ª                               | 2017                | 10                  | 2     | -     | -             | -             | -                  | 10                 | 2     |       |
| 1.ª                               | 2018                | 16                  | 0     | -     | -             | 2             | 0                  | 18                 | 0     |       |
| Total club                        | Total club          | 26                  | 2     | 0     | 0             | 2             | 0                  | 28                 | 2     |       |
| Albion · Uruguay                  |                     |                     |       |       |               |               |                    |                    |       |       |
| 2.ª                               | 2018                | 13                  | 5     | -     | -             | -             | -                  | 13                 | 5     |       |
| Total club                        | Total club          | 13                  | 5     | 0     | 0             | 0             | 0                  | 13                 | 5     |       |
| Total en su carrera               | Total en su carrera | Total en su carrera | 465   | 78    | 38            | 8             | 18                 | 1                  | 524   | 87    |

## Palmarés
| Título              | Club        | País     | Año  |
| ------------------- | ----------- | -------- | ---- |
| Segunda División    | Bella Vista | Uruguay  | 2005 |
| Copa Colombia       | Millonarios | Colombia | 2011 |
| Torneo Finalización | Millonarios | Colombia | 2012 |